# IX Андромеды
IX Андромеды (лат. IX Andromedae) — одиночная переменная звезда в созвездии Андромеды на расстоянии (вычисленном из значения параллакса) приблизительно 15666 световых лет (около 4803 парсеков) от Солнца. Видимая звёздная величина звезды — от +14,2m до +12,9m.

## Характеристики
IX Андромеды — красная пульсирующая полуправильная переменная звезда (SR) спектрального класса M4. Эффективная температура — около 3294 K.